# Indo-Pacifico

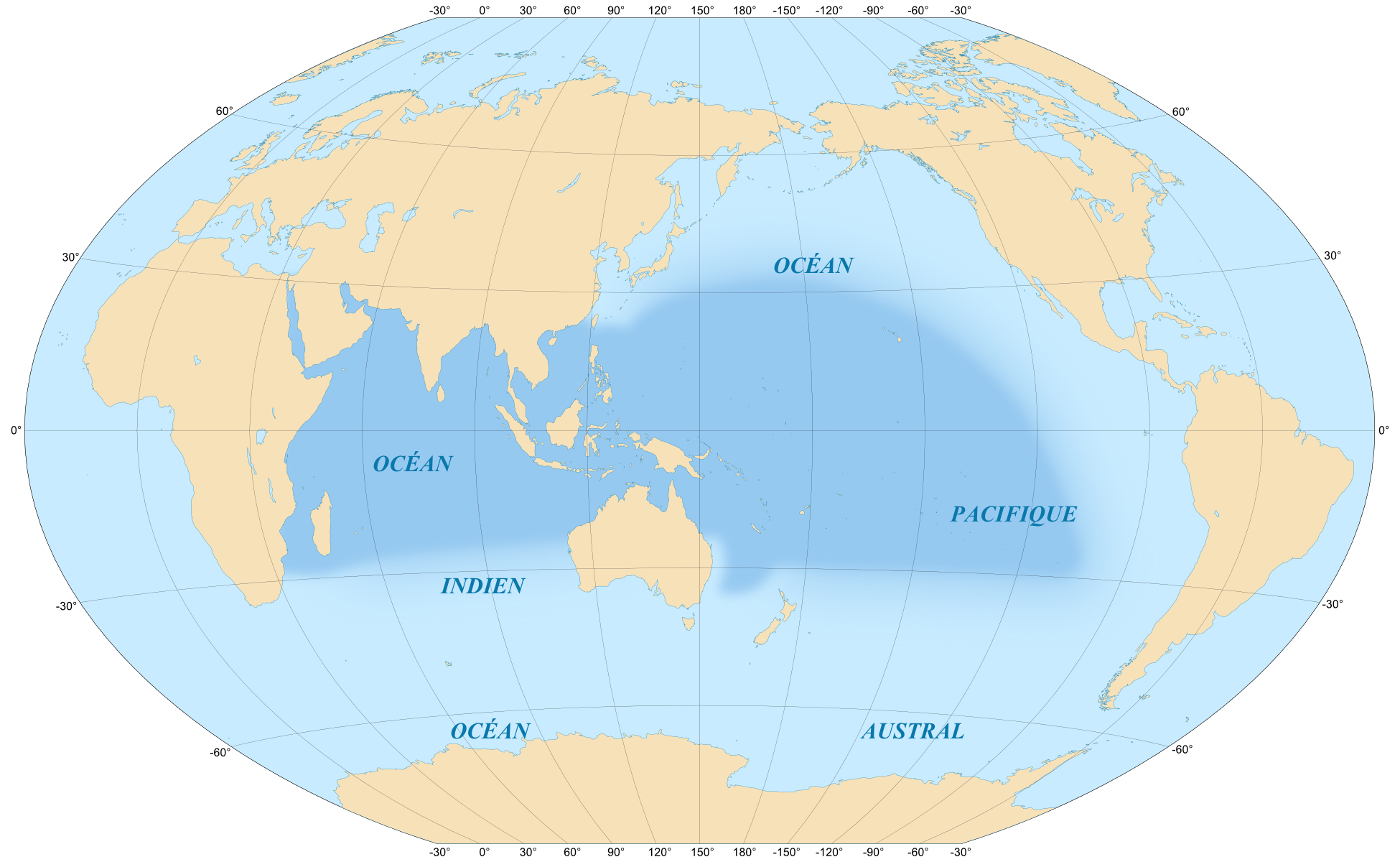
Superficie della regione Indo-Pacifica

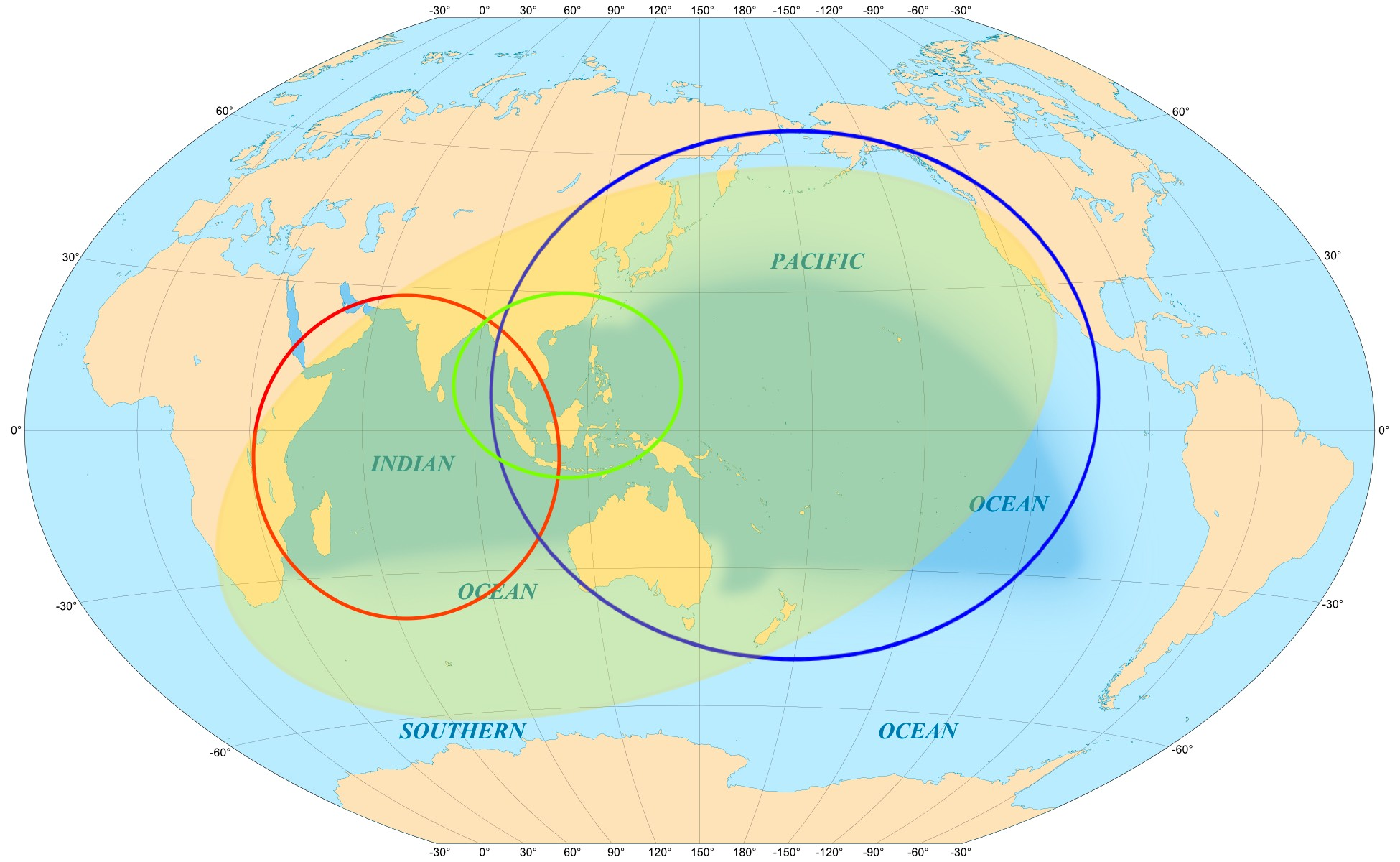
Suddivisione dell'Indo-Pacifico

L'Indo-Pacifico è una regione biogeografica oceanica che comprende l'Oceano Indiano e l'Oceano Pacifico. In senso stretto, con tale termine ci si riferisce alle zone tropicali e subtropicali di detti oceani, giungendo fino alle Hawaii e all'Isola di Pasqua ma non fino alle coste americane. In senso lato, vi si comprendono tutti i paesi che affacciano sul Pacifico e sull'Oceano Indiano.
Il termine è usato nel mondo accademico per quanto concerne l'oceanografia e, soprattutto, la geopolitica. Gli studi hanno mostrato che il concetto di "Indo-Pacifico" circolava già nella Repubblica di Weimar e che fu largamente usato nel Giappone del periodo interbellico. In particolare, fu utilizzato dallo studioso tedesco di geopolitica Karl Haushofer che impiegò il termine in molte sue opere negli anni '20 e '30 del XX secolo.. Gli oceanografi politici tedeschi immaginavano un "Indo-Pacifico" comprendente le anticoloniali India e Cina repubblicana, come eventuali alleati tedeschi, contro l'"Euro-America". A partire dagli anni 2010 il termine "Indo-Pacifico" è stato sempre più spesso adoperato nelle analisi geopolitiche. Correlato a tale concetto si trova anche il Dialogo quadrilaterale di sicurezza, o "Quad", un'alleanza informale tra Australia, Giappone, India e Stati Uniti. È stato ipotizzato che il concetto potrà condurre a un cambiamento nella "mappa mentale" di come il mondo viene concepito in termini geostrategici.